# Sinostosi tarsal
La sinostosi tarsal o coalició tarsal és un pont de connexió anormal de teixit entre dos ossos tarsals normalment separats. El terme "coalició" significa una reunió de dues o més entitats per fusionar-se en una sola massa. El teixit que connecta els ossos, sovint anomenat "barra", pot estar format per teixit fibrós o ossi. Els dos tipus més comuns de sinostosis tarsals són la calcaneonavicular (barra calcaneonavicular) i la calcaneoastragalina (barra calcaneoastragalina), que constitueixen el 90% de totes les coalicions tarsals. Hi ha altres combinacions de coalició òssia possibles, però són molt rares. Els símptomes solen aparèixer al mateix lloc, independentment de la ubicació de la coalició: al peu lateral, just per davant i per sota del mal·lèol lateral. Aquesta zona s'anomena sinus del tars.